# ویسینگتون (سافک)
ویسینگتون، سافک (انگلیسی: Wissington, Suffolk) دهکده‌ای کوچک در انگلستان است که در ناحیه نایلند با ویسینگتون، در منطقه بابرگ در جنوب سافک، قرار دارد.